# Buxbaumia thorsborneae
Buxbaumia thorsborneae är en bladmossart som beskrevs av Stone 1983. Buxbaumia thorsborneae ingår i släktet sköldmossor, och familjen Buxbaumiaceae. Inga underarter finns listade i Catalogue of Life.